# 야마자키 전투
야마자키 전투(일본어: 山崎の戦い, やまざきのたたかい))는 1582년 7월 2일 셋쓰국과 야마시로국의 경계에 있는 야마자키에서, 아케치 미쓰히데의 군세와 하시바 히데요시의 군세 사이에 벌어진 전투이다.

## 경위

### 배경 ・ 전투까지
덴쇼 10년 6월 2일 혼노지의 변(本能寺の変) 발발 당시 오다 집안의 주요 무장 및 노부나가의 동맹자였던 도쿠가와 이에야스(徳川家康)의 동정은 다음과 같았다.
- 시바타 가쓰이에(柴田勝家) - 엣추 우오쓰 성(越中魚津城)에서 우에스기(上杉)와 교전 중(우오쓰 성 전투)
- 다키가와 가즈마스(滝川一益) - 우에노 마에바시 성(上野厩橋城)에서 호조(北条)를 견제
- 니와 나가히데(丹羽長秀) - 오사카(大坂)·사카이(堺)에서 시코쿠 정벌(四国征伐) 대기 중
- 하시바 히데요시(羽柴秀吉) - 빗추 다카마쓰 성(備中高松城) 근교에서 모리(毛利)와 교전 중(주고쿠 전투中国攻め, 빗추 다카마쓰 전투備中高松城の戦い)
- 도쿠가와 이에야스 - 사카이(堺)에서 긴슈(近習) 몇 명과 함께 관망(귀국하던 길인 이이모리 산(飯盛山, 시조나와테 시四條畷市) 부근에서 노부나가 사망 소식을 접함)

니와 나가히데는 다카마쓰 성에서 농성하던 모리 군을 포위하고 있었으나, 다카마쓰 성의 수비장 시미즈 무네하루(清水宗治)의 요청을 수락해 가까운 시일내에 다카마쓰 성은 무네하루의 자결과 함께 개성(開城)되기로 되어 있었다. 그러나 히데요시는 6월 3일에 혼노지의 변 소식을 전해듣고 곧바로 모리와 화의를 맺었다. 히데요시는 4일에 호리오 요시하루(堀尾吉晴)·하치스카 마사카쓰(蜂須賀正勝)를 입회인으로 하는 무네하루의 자결 검시를 행하고 5일부터 6일에 걸쳐 병력을 철수시켜 6일에 누마(沼, 오카야마 성岡山城 동쪽), 7일에 히메지성(姫路城), 11일에는 아마가사키(尼崎, 아마가사키시)에 다다르는, 이른바 「주고쿠(中国) 대회군」(中国大返し)이라 불리는 기나이(畿内)로의 회군을 단행하였다.
히데요시의 근심거리는 교토(京都)로 가는 노상에서 세력을 떨치던 셋쓰추(摂津衆) 세력의 동향이었다. 혹시라도 그들이 미쓰히데 세력에게 가담하기라도 했다가는 단기결전으로 결판을 내고자 하는 하시바군의 구상에 차질이 생길 수 있었다. 마침 혼노지의 변을 알게 된 셋쓰추의 한 사람인 나카가와 기요히데(中川清秀)로부터의 편지가 날아드는데, 히데요시는 이에 「우에사마(上様, 노부나가)·도노사마(殿様, 노부타다信忠)는 무사히 위난을 빠져나와 센쇼(膳所, 오사카)로 내려가 계시며 함께 따라간 후쿠즈미 히데카쓰(福富秀勝)는 비할 데 없는 공적을 세운 것이다」라는 취지의 답장을 기요히데에게 보냈다(6월 5일자). 물론 거짓 정보였으나, 미쓰히데가 오사카 방면을 중요시하지 않았다는 것도 겹쳐서 나카가와 기요히데·다카야마 우콘(高山右近)를 비롯한 셋쓰추의 대부분이 이 소식을 믿고 히데요시군에 붙었다. 시코쿠의 조소카베(長宗我部) 정벌을 위해 오사카에 결집해 있던 간베 노부타카(神戸信孝, 오다 노부타카)·니와 나가히데는 도쿠가와 이에야스를 접대하러 군을 나가 있었고 혼노지의 변 소식을 전해들은 잡병 대다수는 도망쳐버렸으나 어찌어찌해서 수천 병력을 수습해 합류시켜, 최종적으로 히데요시군은 2만을 넘었다.
하시바군은 12일에 후지타(富田)에서 군의(軍議)를 열었고 히데요시는 총대장으로 나가히데、다음으로 노부타카(信孝)를 추천했지만, 두 사람은 거꾸로 히데요시를 지지했고 히데요시가 사실상의 맹주가 된다(물론 명목상의 총대장은 노부타카). 야마자키(山崎)를 주요 전장으로 상정하고 작전 부서가 결정되었다. 또한 나가히데와 노부타카는 군의에 앞서 미쓰히데와 내통했다는 의심을 산 미쓰히데의 사위 쓰다 노부즈미(津田信澄)를 자결로 몰아갔다.
한편 미쓰히데는 변을 일으킨 직후 교토의 치안유지에 나섰으며, 다케다 모토아키라(武田元明)·교고쿠 다카쓰구(京極高次) 등의 군을 오미(近江)로 파견해 서둘러 교토 동쪽의 지반을 굳히고자 애썼는데, 이것은 미쓰히데의 거성이던 사카모토 성(坂本城)이나 오다의 본거지였던 아즈치성(安土城) 주변을 단속하는 동시에 당시 오다 집안에서도 가장 큰 힘을 가지고 있던 시바타 가쓰이에에 대비하는 것을 최우선으로 생각한 처사였다. 며칠 사이에 오미 지역은 세타 성(瀬田城, 야마오카 가게타카山岡景隆 ・ 가게스케景佐 형제의 거성으로 이들 형제는 미쓰히데의 회유를 거절하고 세타 다리를 불태워 끊고 저항할 뜻을 보인 뒤에, 일시 고가甲賀 방면으로 퇴각한다), 히노 성(日野城, 가모 가타히데蒲生賢秀·야스히데賦秀 부자의 거성) 등을 남기고 평정되었다. 이와 동시에 유력 다이묘들에게 자신에게 가세할 것을 호소했지만, 연척이던 호소카와 후지타카(細川藤孝)·다다오키(忠興) 부자는 3일에 「(노부나가의 죽음을) 애도하는 뜻」에서 머리를 깎고 중립 자세를 보이며 완곡하게 이를 거절하였다. 오쿠단고(奥丹後)의 영주였던 잇시키씨(一色氏)도 아케치 미쓰히데의 아군이 되어 미나미단고(南丹後)의 호소카와씨(細川氏)가 군세를 움직이지 않고 있는 상태였다. 또한 쓰쓰이 준케이(筒井順慶)는 이에 응해 부하를 산성으로 파견하면서도 비밀리에 히데요시측과도 접촉하면서 9일까지 거성이던 야마토 고오리야마성(大和郡山城)에서 농성 준비를 시작하고 있었다.
이러한 상황에서 미쓰히데는 10일에 히데요시가 가까이 왔다는 소식을 듣고 서둘러 요도 성(淀城)·슈류지 성(勝竜寺城) 수축에 착수하고 오토코 산(男山)에 포진해 있던 병력을 철수시켰으나, 예상을 훨씬 뛰어넘는 히데요시군의 진군 속도에 제대로 태세를 갖추지 못한 채 병력차가 2, 3배는 넘는 상대에 맞서 결전에 임하게 되었다.

### 전투 경과
양측 군세는 12일경부터 엔묘지 강(円明寺川, 지금의 고이즈미 강)을 끼고 대치하였다. 하시바 군은 전날밤에 나카가와(中川)·다카야마(高山) 등 셋쓰추가 야마자키 마을들을 점거하고 최전선에 와 있었고, 이케다 쓰네오키(池田恒興) 등이 우익, 구로다 요시타카(黒田孝高), 니와 나가히데, 미코다 마사하루(神子田正治) 등이 덴노 산(天王山, 표고 270m) 자락의 옛 사이고쿠 가도(西国街道)를 따라 진을 쳤으며, 히데요시의 본진도 후방의 호샤쿠지(宝積寺)에 진을 쳤다. 이에 맞서 아케치 군은 고보즈카(御坊塚)의 미쓰히데 자신의 본진 앞에 사이토 도시미쓰(斎藤利三), 아쓰지 사다유키(阿閉貞征, 사다히데貞秀), 가와치추(河内衆), 옛 막부 세력들이 동서로 방어선을 치듯 포진해 요격 태세를 취하고 있었다. 야마자키는 당시 습지가 펼쳐져 있어 대규모 병력이 통과할 수 있는 곳은 덴노 산과 늪지 사이의 좁은 길뿐이었고, 아케치 군이 그 출구를 틀어막고 있는 형세였다.
국지적인 충돌이 이어졌고, 다음날인 13일(하늘에서 비가 왔다고도 한다)에도 대치는 계속되었다. 이날 오후 4시경 덴노 산 산자락을 가로 질러 다카야마 군대를 넘어가려던 나카가와 부대를 사이토 대의 오른쪽에 포진 해 있던 이세 사다오키(伊勢貞興) 군세가 습격하였다. 이에 호응하여 사이토 부대도 다카야마 부대에 공격을 개시, 본격적으로 전쟁이 시작되었다. 사이토·이세 부대의 맹공을 받은 나카가와·다카야마 두 군세는 궁지에 빠졌고, 히데요시 본대에서 호리 히데마사의 원군이 도착해 버틸 수 있었다. 덴노 산 산기슭에 포진해 있던 구로다·히데·미코다 등의 부대는 앞으로 나아가 나카가와·다카야마 양 군단의 측면을 찌르려 덴노 산 산중턱으로 진격해온 마쓰다 마사치카(松田政近)·나미카와 야스이에(並河易家) 두 부대와 교전, 일진일퇴의 공방이 이어졌다.
전황이 크게 흔들린 것은 한 시간 뒤 요도강(옛 흐름)을 따라 북상해 온 이케다 쓰네오키·모토스케(元助) 부자와 가토 미쓰야스(加藤光泰)가 이끄는 군세가 비밀리에 엔묘지 강을 건너 아케치측의 쓰다 노부하루(津田信春)를 기습, 쓰다 부대는 삼면으로 공격당해 잡병이 도망가는 혼란을 겪었고, 또한 이케다에 이어 니와·노부타카 군세도 우익에서 일제히 몰려와 미쓰히데 본대의 측면을 찔렀다. 이에 따라 고전하던 나카가와·다카야마 두 군세도 사이토, 이세 두 군단을 격퇴해 전군이 동요하게 된 아케치 군은 결국 완패한다. 미마키 가네카타(御牧兼顕) 군세가 막고 있는 사이에 미쓰히데는 전선 후방의 슈류지 성으로 퇴각했지만 주력이던 사이토 부대가 무너져 달아나고 전선을 이탈, 구로다 요시타카 등의 부대와 교전하던 마쓰다 마사치카, 퇴각하는 후미의 방어를 맡은 이세 사다오키 등이 난전 중 전사하는 등 막대한 타격을 받았다.
하시바 군도 전선 부대의 소모가 심했고 해가 저물면서 추격도 산발적인 형태로 잦아들었으나, 그 이상으로 아케치 군은 사기의 저하가 현저했고 슈류지 성은 대규모 병력을 수용할 수 없는 평지성이었기에 병사들의 탈주와 이산이 잇따라 7백 명까지 수가 줄었다. 미쓰히데는 슈류지 성을 몰래 빠져나와 자신의 거성 사카모토 성을 향해 도망치던 도중에 사망한다. 오구루스(小栗栖) 덤불(교토 시 후시미 구에 있으며 '아케치 덤불'이라고도 함)에서 현지 백성에게 기습을 당해 죽창에 찔려 절명했다. 혹은 어떻게든 탈출했지만 힘이 다해 가신의 가이샤쿠(介錯)로 할복했다고도 전해진다.

### 전후 경과
다음날 슈류지 성에 들어 와 체제를 정비한 히데요시는 호리 히데마사를 시켜 오미로 오가는 교통로를 끊고 미쓰히데 수색을 명했고, 호리 군세는 14일에 미쓰히데를 찾아 급히 병사를 낸 아케치 히데미쓰(明智秀満)의 군을 우치데노하마(打出の浜)에서 맞아 쳐부수었다. 300 정도의 병사를 잃고 패주한 히데미쓰는 사카모토 성에서 상대에게 가보를 넘겨준 뒤 미쓰히데의 처자를 죽이고 미조오 시게토모(溝尾茂朝), 아케치 미쓰타다(明智光忠) 등과 함께 자결하였다. 나카가와, 다카야마 두 군세는 단바 가메야마 성(亀山城)으로 향해서 미쓰히데의 아들인 아케치 미쓰요시(明智光慶)를 자결하게 한 뒤에 성을 점령한다. 이로써 아케치 씨는 불문에 든 자를 제외한 나머지 일족이 모조리 전멸하고 말았다. 교토로 입성한 하시바 군은 16일에 나가하마성(長浜城)의 쓰마키 노리카타(妻木範賢), 사와야마 성(佐和山城)의 아라키 유키시게(荒木行重)、야마모토 산성(山本山城)의 아쓰지 사다유키·사다히로(貞大) 부자, 야마자키 가타이에(山崎片家) 등의 도망쳤던 자들의 항복을 받아 오미를 평정하고, 17일에는 사이토 도시미쓰가 숨어 있던 가타타(堅田)에서 생포되어 로쿠조가와라(六条河原)에서 처형(또는 책형)에 처해졌다.
노부나가의 장례 절차나 다름없었던 이 전투에서 승리함으로써 히데요시는 이후 기요스 회의(清洲会議)를 거쳐 노부나가의 후계자로써 지위를 굳히게 되었고, 천하인(天下人)의 길을 걷기 시작하였다. 기요스 회의가 있었던 7월 19일에는 마지막으로 남아 있던 미쓰히데측 무장인 다케다 모토아키라가 니와 나가히데에게 공격당해 자결하고 교고쿠 다카쓰구는 누이동생(또는 누나) 다키코(竜子, 마쓰노마루도노松の丸殿)를 히데요시에게 보내 항복하였다.
미쓰히데의 패인은 일단 병력차이였다. 히데요시가 미쓰히데의 예상을 훨씬 뛰어넘어 너무도 신속하게 퇴군을 감행했고, 주고쿠 평정을 위해 히데요시가 노부나가 군의 주력을 맡고 있었던 탓에 주변 세력의 도움(특히 기나이의 유력 다이묘였던 호소카와나 쓰쓰이 두 세력)을 얻지 못했던 것, 미쓰히데 자신의 병력도 오미 방면으로 분할되어 있었던 것 등 다양한 요인이 얽혀 미쓰히데는 히데요시에 맞설 충분한 병력을 모으지 못했고, 그런 상태에서 교토와 사이고쿠를 잇는 마지막 요충지였던 야마자키에서 결전을 치를 수밖에 없었다. 히데요시측도 강행군에 의한 장병들의 피로라는 불안 요소가 있기는 했지만, 대체로 전략 단계에서 이미 대세는 기울어 있는 것이나 마찬가지였다.
전투가 벌어졌던 덴노 산에는 히데요시가 깃발을 세웠다고 하는 소나무 외에도 전투 경과를 해설하는 석판 등이 설치되어 있다.